# Захаровка (Донецкая область)
Захаровка (укр. Захарівка) — село в Украине, находится в Мангушском районе Донецкой области.
Код КОАТУУ — 1423986602. Почтовый индекс — 87410. Телефонный код — 6297. После российского вторжения на Украину, с марта 2022 года, село оккупировано Россией.

## Население
- 1886 — 1 341 чел.
- 1897 — 1 721 чел. (перепись), православных — 1 708 (99,2 %)
- 1908 — 2 061 чел.
- 2001 — 660 чел. (перепись)

В 2001 году родным языком назвали:
- украинский язык — 588 чел. (89,09 %)
- русский язык — 72 чел. (10,91 %)

## Адрес местного совета
87410, Донецкая область, Мангушский р-н, с. Стародубовка, ул. Мира, 38